# Пол (Насау)
Пол (њем. Pohl) општина је у њемачкој савезној држави Рајна-Палатинат. Једно је од 137 општинских средишта округа Рајн-Лан. Према процјени из 2010. у општини је живјело 349 становника. Посједује регионалну шифру (AGS) 7141111.

## Географски и демографски подаци
Пол се налази у савезној држави Рајна-Палатинат у округу Рајн-Лан. Општина се налази на надморској висини од 330 метара. Површина општине износи 4,2 km². У самом мјесту је, према процјени из 2010. године, живјело 349 становника. Просјечна густина становништва износи 82 становника/km².